# Мусийкъонгийкоте
Мусийкъо́нгийко́те (ингуш. Мусийкъо́нгийко́атӀе) — средневековое башенное поселение в Ингушетии. Расположено в Джейрахском районе. Ныне покинутый населённый пункт, административно входит в сельское поселение Гули.
На территории поселения «Мусийкъонгийкоте» имеется множество исторических объектов средневековой ингушской архитектуры: 1 боевая башня и 5 жилых башен, а также 1 склеповый могильник. В настоящее время данные объекты и вся территория поселения входят в Джейрахско-Ассинский государственный историко-архитектурный и природный музей-заповедник и находятся под охраной государства.

## История
Мусийкъонгийкоте является родовым селением представителей тейпа Йовлой. Согласно «Списку населённых местностей Военно-Осетинского округа 1859 г.» в селении Мусийкъонгийкоте находилось 15 дворов и проживало 85 человек (40 мужчин и 45 женщин). В «Сведениях о населенных пунктах Сунженского отдела Терской области. 1891 г.» дана следующая информация: «Селение Мусиево расположено при роднике под названием „Муси-Хаст“. Дворовых мест — 12, мужчин — 52, женщин — 41. Итого: 93».